# Exochus lineifrons
Exochus lineifrons là một loài tò vò trong họ Ichneumonidae.